# C. N. R. Rao
Chintamani Nagesa Ramachandra Rao, également connu sous le nom de C. N. R. Rao (né le 30 juin 1934), est un chimiste indien qui a principalement travaillé dans la chimie du solide et la chimie structurale. Il est actuellement président du conseil consultatif scientifique auprès du Premier ministre indien. Rao a des doctorats honorifiques de 60 universités du monde entier et est l'auteur d'environ 1 600 publications de recherche et de 51 livres.